# Savannah (Tennessee)
Savannah è un comune (city) degli Stati Uniti d'America e capoluogo della contea di Hardin nello Stato del Tennessee. La popolazione era di 6,917 persone al censimento del 2000.

## Geografia fisica
Savannah è situata a 35°13′25″N 88°14′13″W (35.223674, -88.237011).
Secondo lo United States Census Bureau, ha un'area totale di 5,7 miglia quadrate (15 km²).

## Storia
La città inizialmente si chiamava Rudd's Ferry, il nome le fu dato da James Rudd, uno dei primi coloni che stabilì un traghetto al sito nei primi anni del 1820. Rudd's Ferry più tardi venne acquistata da un ricco proprietario terriero, David Robinson. Successivamente, il nome della città fu cambiato in "Savannah" dalla città di Savannah nella Georgia, la città natale della moglie di Rudd, Elizabeth.

## Società

### Evoluzione demografica
Secondo il censimento del 2000, c'erano 6,917 persone.

### Etnie e minoranze straniere
Secondo il censimento del 2000, la composizione etnica della città era formata dall'89,79% di bianchi, l'8,56% di afroamericani, lo 0,22% di nativi americani, lo 0,29% di asiatici, lo 0,01% di oceanici, lo 0,35% di altre razze, e lo 0,78% di due o più etnie. Ispanici o latinos di qualunque razza erano l'1,13% della popolazione.